# Viveros de la Loma
Viveros de la Loma es una localidad de México localizada en el municipio de Tulancingo de Bravo en el estado de Hidalgo.

## Geografía
Se encuentra en la región geográfica del Valle de Tulancingo, le corresponden las coordenadas geográficas 20° 06’ 05.283” de latitud norte y 98° 20’ 23.385” de longitud oeste, con una altitud de 2270 m s. n. m. En cuanto a fisiografía se encuentra en la provincia de la Eje Neovolcánico, dentro de la subprovincia del Lagos y Volcanes de Anáhuac; su terreno es de valle. En lo que respecta a la hidrografía se encuentra posicionado en la región del Pánuco, dentro de la cuenca del río Moctezuma, y dentro de las subcuenca del río Metztitlán. Cuenta con un clima semiseco templado.

## Demografía
En 2020 registró una población de 1492 personas, lo que corresponde al 0.89 % de la población municipal. De los cuales 729 son hombres y 763 son mujeres.
| Gráfica de evolución demográfica de Viveros de la Loma entre 1995 y 2020                     |
|                                                                                              |
| Población de los censos y conteos del Instituto Nacional de Estadística y Geografía (INEGI). |